# Phloeodes doyeni
Phloeodes doyeni là một loài bọ cánh cứng trong họ Zopheridae. Loài này được Garcia-Paris, Coca-Abia & Parra-Olea miêu tả khoa học năm 2001.